# 9月23日
9月23日是阳历一年中的第266天（闰年第267天），离全年结束还有99天。

## 大事记

### 19世紀以前
- 1122年：教宗嘉禮二世與神聖羅馬皇帝亨利五世達成《沃姆斯宗教協定》，結束權位之爭。
- 1233年：教宗加里斯都二世与神圣罗马帝国皇帝亨利五世共同签署了《沃尔姆斯宗教协定》以解决叙任权斗争。
- 1459年：英格兰约克家族的军队在布洛希思之役中战胜前来阻击的兰开斯特家族的军队。
- 1529年：苏莱曼一世亲率奥斯曼帝国军队围攻维也纳。

### 19世紀
- 1831年：法拉第發明發電機。
- 1846年：根據法國數學家于尔班·勒威耶的預測，德國天文學家约翰·戈特弗里德·加勒發現海王星。
- 1862年：俾斯麦出任普鲁士首相，德国开始统一。
- 1879年：第一个助听器被发明出来[來源請求]。
- 1884年：法國蒸汽船「北極號」在阿根廷維基尼角（英语：Cape Virgenes）北岸觸礁；在救援過程中發現了黃金，引發了火地群島淘金潮。
- 1889年：山內房治郎於京都市創立任天堂公司，初期主要從事手工花札的製作。
- 1899年：胶济铁路从青岛正式动工。

### 20世紀
- 1905年：广西桂林府中学堂开办，即今天的桂林中学。
- 1905年：挪威和瑞典在卡爾斯塔德簽署條約，兩國的聯盟正式解體。
- 1913年：羅蘭·加洛斯成功從法國弗雷瑞斯飛抵突尼西亞比塞大，人类第一次飞越地中海[1]。
- 1920年：路易斯安那颶風迫使約4,500人撤離，並造成145萬美元的損失，最後在堪薩斯州上空消散。
- 1930年：北平国民政府迁都太原。
- 1932年：沙烏地阿拉伯統一：在伊本·沙特主導下，內志與漢志王國、哈薩綠洲、蓋提夫宣布統一成為沙烏地阿拉伯。
- 1937年：蒋介石发表关于国共合作谈话，承认了中国共产党的合法地位。至此，以第二次国共合作为基础的民族统一战线正式形成。
- 1939年：奧地利精神分析學家西格蒙德·佛洛伊德因為罹患下顎癌，由其私人醫師執行安樂死。
- 1940年：日軍進駐法屬印度支那，並佔領該地。
- 1943年：法西斯傀儡政权意大利社会共和国成立。
- 1948年：中华民国中央研究院舉行第一次院士會議。
- 1950年：美国杜鲁门政府颁布《麦卡锡法案》。
- 1952年：美國共和黨副總統候選人理查·尼克森在電視上發表跳棋演講，這是政治家藉助電視吸引民眾的一個重要先河。
- 1962年：美国纽约林肯表演艺术中心首个落成的建筑物艾弗里·费雪厅正式开放
- 1969年：中国成功地进行首次地下核试验。
- 1970年：女子网球联合会在美国成立。
- 1972年：香港小說作家金庸封筆。
- 1976年：香港的新界的士（綠色車身）正式發牌。
- 1982年：香港首次舉行市區區議會選舉。
- 1983年：港元危機爆發，港幣浮動價跌至9.6港元兌換1美元，一日後更至10港元兌換1美元，最後導致聯繫匯率產生。
- 1986年：美國國會通過法案將玫瑰花定為美國國花[2]。
- 1990年：法國在波斯灣戰爭中發動幼鹿行動，迅速殲滅伊拉克軍隊，並使得大批伊拉克軍隊被牽制。
- 1999年：第一次双性恋自豪日庆祝活动在美国举行。

### 21世紀
- 2001年：2001年澳門立法會選舉投票日。
- 2002年：火狐浏览器前身Phoenix发布。
- 2016年：yahoo爆發最大規模的駭客入侵事件，近五億使用者個資洩漏。台灣雅虎則稱在了解中。[3]
- 2018年：中國廣深港高鐵福田至香港西九龍段正式通車，標誌著該鐵路全線貫通，並在早上7時於西九龍站開出首班車。
- 2019年：CCTV-17 中国中央电视台农业农村频道试验开播一个月之后于9月23日晚上7:00正式开播。
- 2020年：匯豐控股一度跌穿2009年世紀供股價28元，最低曾見27.5元，見1995年5月以來新低[4]。
- 2024年：以色列與黎巴嫩真主黨爆發衝突，並空襲該國多地，造成至少492人死亡、1,600餘人受傷。

## 出生
- 前63年：奥古斯都，羅馬帝國开國君主。（14年逝世）
- 1161年：高倉天皇，日本第80代天皇。（1181年逝世）
- 1215年：元世祖忽必烈，蒙古帝國大汗、元朝開國皇帝。（1294年逝世）
- 1519年：法蘭索瓦·德·波旁，法國王族、軍事家。（1546年逝世）
- 1569年：立花誾千代，日本戰國女城主。（1602年逝世）
- 1713年：斐迪南六世，西班牙波旁王朝第三位國王。（1759年逝世）
- 1740年：后樱町天皇，日本第117代天皇。（1813年逝世）
- 1771年：光格天皇，日本第119代天皇。（1840年逝世）
- 1791年：约翰·弗朗茨·恩克，德國天文學家。（1865年逝世）
- 1819年：阿曼德·斐索，法國物理學家。（1896年逝世）
- 1861年：羅伯特·博世，德國企業家，Bosch創始人。（1942年逝世）
- 1865年：艾瑪·奧希茲，匈牙利裔英國作家、劇作家、藝術家。（1947年逝世）
- 1869年：瑪莉·馬龍，愛爾蘭裔美國廚師，美國第一位被發現的傷寒健康帶原者。（1938年逝世）
- 1889年：沃尔特·李普曼，美國作家、記者、政治評論家。（1974年逝世）
- 1890年：弗里德里希·保盧斯，德國陸軍元帥。（1957年逝世）
- 1897年：保羅·德爾沃，比利時超現實主義畫家。（1994年逝世）
- 1901年：雅罗斯拉夫·塞弗尔特，捷克作家、詩人、記者，1984年諾貝爾文學獎得主。（1986年逝世）
- 1902年：蘇步青，中國数学家。（2003年逝世）
- 1914年：奧瑪阿里賽義夫汀三世，第28世汶萊蘇丹，有汶萊現代化建築師之譽。（1986年逝世）
- 1915年：張鐘俊，中國著名自动控制理论专家。（1995年逝世）
- 1915年：克利福德·沙尔，美國物理學家，1994年諾貝爾物理學獎得主。（2001年逝世）
- 1916年：阿尔多·莫罗，義大利總理。（1978年逝世）
- 1920年：米基·鲁尼，美國男演員。（2014年逝世）
- 1925年：杜希德，英國漢學家、歷史學家。（2006年逝世）
- 1926年：約翰·柯川，美國薩克斯風表演者、作曲家。（1967年逝世）
- 1926年：陳文新，中國土壤生物學家（2021年逝世）
- 1927年：小萊斯特·倫道夫·福特，美國數學家。（2017年逝世）
- 1929年：詹姆斯·卡內基，英國貴族，第三代法夫公爵（2015年逝世）
- 1930年：雷·查尔斯，美國靈魂音樂家、鋼琴演奏家，節奏布魯斯開創者（2004年逝世）
- 1932年：塞爾吉奧·布里根蒂，義大利職業足球運動員。（2022年逝世）
- 1933年：琳娜·梅迪納，秘魯人，醫學史上最年幼的母親。
- 1934年：武勝，中國核材料與工藝專家。（2023年逝世）
- 1936年：巴倫廷·帕尼亞瓜，秘魯臨時總統。（2006年逝世）
- 1937年：雅克·普蘭，加拿大小說家。
- 1938年：，德國、奧地利演員。（1982年逝世）
- 1940年：米歇爾·特梅爾，巴西政治人物，第37任巴西總統。
- 1940年：格雷厄姆·蒂斯代爾，英國外科醫生。
- 1943年：鄭豐喜，台灣教師、作家。（1975年逝世）
- 1943年：黃文偉，香港足球運動員。
- 1943年：胡里奥·伊格莱西亞斯，西班牙歌手。
- 1946年：黃昭輝，臺灣政治人物，前任中華民國立法委員。
- 1949年：布魯斯·斯普林斯汀，美國搖滾歌手、吉他手。
- 1950年：彭雪玲，英國御用大律師，英國前首相布萊爾妻。
- 1951年：夏巴茲·謝里夫，巴基斯坦政治人物，現任巴基斯坦總理。
- 1953年：馮光遠，台灣幽默作家。
- 1956年：趙家玲，美國華裔女演員。
- 1956年：保羅·羅西，義大利足球運動員。（2020年逝世）
- 1959年：羅伯特·馬修斯，英國物理學家、科普作家。
- 1961年：威廉·麦库尔，美國太空人。（2003年逝世）
- 1964年：稻葉浩志，日本歌手，B'z主唱、作詞家。
- 1966年：區家盛，香港公務員。
- 1967年：中山雅史，日本足球運動員。
- 1971年：李美妍，韓國女演員。
- 1972年：吳綺莉，香港主持人。
- 1972年：加藤將之，日本男性聲優。
- 1972年：沈銀河，韓國女演員。
- 1972年：杰梅因·杜普里，美國唱片製作人、作曲人、說唱歌手。
- 1972年：烏馬羅·西索科·恩巴洛，幾內亞比索政治人物，現任幾內亞比索總統
- 1973年：于正昌，台灣配音員。
- 1973年：姚樂怡，香港女演員。
- 1974年：李健，中國歌手。
- 1974年：麥特·哈迪，美國職業摔角手。
- 1975年：陳瑞振，台灣棒球選手，中華職棒兄弟象總教練。
- 1976年：朱恆昱，台裔美國科幻小說作家。
- 1977年：山形瑞秋，美國創作歌手。
- 1978年：桃井望，日本AV女優。（2002年逝世）
- 1978年：印小天，中國男演員。
- 1978年：安東尼·麥基，美國男演員。
- 1978年：索菲柯·谢瓦爾德纳泽，俄羅斯記者。
- 1981年：羅伯特·當布斯，荷蘭賽車手。
- 1982年：韓寒，中國作家。
- 1982年：何晶晶，香港女歌手、配音員。
- 1982年：李蘢怡，香港歌手。
- 1982年：夏拉·史戴爾茲，加拿大成人女星。
- 1983年：埃瑪·約翰松，瑞典女子自由車運動員。
- 1985年：後藤真希，日本女歌手。
- 1985年：喬巴·張伯倫，美國職棒大聯盟球員，以擁有時速達101英里的快速直球聞名。
- 1985年：羅玉鳳，中國網絡紅人。
- 1987年：谷内伸也，日本男子偶像團體Lead成員。
- 1987年：張吉吟，台灣網絡紅人、保險業務員。
- 1987年：林溢欣，香港中文科補習名師。
- 1988年：木村了，日本演員。
- 1988年：胡安·馬丁·德爾波特羅，阿根廷男子網球運動員。
- 1989年：何穗，中國超級名模。
- 1989年：布蘭登·詹寧斯，美國籃球運動員。
- 1990年：徐詠琳，台灣歌手。
- 1991年：林志融，台灣男歌手、樂隊TRASH樂團主唱。
- 1991年：小林大紀，日本男性聲優。
- 1991年：Key，韓國男子偶像團體SHINee成員。
- 1991年：梅蘭妮·歐丁，美國女子網球運動員。
- 1992年：盛一伦，中國演員、模特兒。
- 1993年：薩拉·希爾德布蘭特，美國女子角力運動員。
- 1994年：白鹿，中國演員、模特兒。
- 1994年：李美珠，韓國女子偶像團體Lovelyz成員。
- 1996年：唐嘉鴻，台灣男子競技體操運動員。
- 1996年：李遐怡，韓國女歌手。
- 1996年：葉夫根尼·雷洛夫，俄羅斯男子游泳運動員。
- 1998年：寺田蘭世，日本女子偶像團體乃木坂46成員。
- 1999年：宋雨琦，韓國女子偶像團體I-DLE成員。
- 2001年：賴冠霖，韓國男子偶像團體Wanna One成員。
- 2001年：焉栩嘉，中國男子偶像團體X玖少年團、R1SE成員。
- 2005年：劉耀文，中國男子偶像團體時代少年團成員。

## 逝世
- 1382年：孝慈高皇后馬氏，明朝皇后，明太祖朱元璋之妻（1332年出生）
- 1660年：董鄂妃，清朝皇后（1639年出生）
- 1738年：赫爾曼·布爾哈夫，荷蘭植物學家、人文主義者、醫生（1668年出生）
- 1835年：温琴佐·貝利尼，義大利歌劇作曲家（1801年出生）
- 1850年：何塞·赫瓦西奥·阿蒂加斯，乌拉圭民族英雄（1764年出生）
- 1870年：普羅斯佩·梅里美，法国作家（1803年出生）
- 1873年：讓·沙科納克，法國天文學家（1823年出生）
- 1877年：于尔班·勒威耶，法國數學家、天文學家（1811年出生）
- 1888年：弗朗索瓦·阿希尔·巴赞，法國元帥（1811年出生）
- 1902年：約翰·威斯利·鮑威爾，美國地理學家（1834年出生）
- 1939年：西格蒙德·弗洛伊德，奥地利精神病学家、心理学家、精神分析学派的创始人（1856年出生）
- 1940年：羅伯特·希琴斯，英國海員，鐵達尼號舵手（1882年出生）
- 1960年：喬治·克勞德，法國工程師、發明家（1870年出生）
- 1970年：赵树理，中國作家（1906年出生）
- 1973年：巴勃罗·聂鲁达，智利诗人，1971年诺贝尔文学奖得主（1834年出生）
- 1974年：花田清輝，日本文學評論家、小說家、劇作家（1909年出生）
- 1991年：包玉刚，香港企业家、世界船王（1918年出生）
- 1994年：羅伯特·布洛克，美國小說家（1917年出生）
- 1995年：松枝茂夫，日本中國文學學者（1905年出生）
- 1996年：藤本弘（藤子·F·不二雄），日本漫畫家，漫画哆啦A梦的作者（1933年出生）
- 1999年：李钟玉，朝鲜前国家领导人（1916年出生）
- 2002年：胡振中樞機，天主教香港教區主教（1925年出生）
- 2003年：李启斌，中国天文学家（1936年出生）
- 2005年：白方禮，中國慈善家，晚年創辦「白方禮支教公司」，專門對貧困學生進行資助（1913年出生）
- 2018年：高錕，中國電機工程學家，2009年諾貝爾物理學獎得主（1933年出生）
- 2021年：尼諾·瓦卡雷拉，義大利前跑車賽和一級方程式車手（1933年出生）
- 2021年：喬治·烏羅薩·薩維諾，委內瑞拉天主教司鐸級樞機（1942年出生）
- 2022年：弗拉基米爾·克拉斯諾波利斯基，俄羅斯電影導演、編劇（1933年出生）
- 2022年：露易丝·弗莱彻，美國女演員（1934年出生）
- 2022年：維利·蘇米塔，印度尼西亞裔蘇利南政治人物（1936年出生）
- 2023年：林亨泰，臺灣詩人、評論家（1924年出生）
- 2024年：阿馬杜-馬赫塔爾·姆博，塞內加爾政治人物（1921年出生）

## 节假日和习俗
- 國際手語日
- 雙性戀自豪日
- ：教師節
- 沙烏地阿拉伯：國慶日
- 立陶宛：大屠殺紀念日